# Zemský okres Rotenburg (Wümme)
Zemský okres Rotenburg (Wümme) (německy Landkreis Rotenburg (Wümme)) je zemský okres v německé spolkové zemi Dolní Sasko. Sídlem správy zemského okresu je město Rotenburg (Wümme). Má přibližně 163 tisíc obyvatel. 

## Města a obce
Města:
1. Bremervörde
2. Rotenburg (Wümme)
3. Visselhövede
4. Zeven

Obce:
1. Ahausen
2. Alfstedt
3. Anderlingen
4. Basdahl
5. Bötersen
6. Bothel
7. Breddorf
8. Brockel
9. Bülstedt
10. Deinstedt
11. Ebersdorf
12. Elsdorf
13. Farven
14. Fintel
15. Gnarrenburg
16. Groß Meckelsen
17. Gyhum
18. Hamersen
19. Hassendorf
20. Heeslingen
21. Hellwege
22. Helvesiek
23. Hemsbünde
24. Hemslingen
25. Hepstedt
26. Hipstedt
27. Horstedt
28. Kalbe
29. Kirchtimke
30. Kirchwalsede
31. Klein Meckelsen
32. Lauenbrück
33. Lengenbostel
34. Oerel
35. Ostereistedt
36. Reeßum
37. Rhade
38. Sandbostel
39. Seedorf
40. Selsingen
41. Scheeßel
42. Sittensen
43. Sottrum
44. Stemmen
45. Tarmstedt
46. Tiste
47. Vahlde
48. Vierden
49. Vorwerk
50. Westertimke
51. Westerwalsede
52. Wilstedt
53. Wohnste